# Могі Хірото
Хірото Могі (яп. 茂木弘人, нар. 2 березня 1984, Фукусіма) — японський футболіст, нападник клубу «Фукусіма Юнайтед».
Виступав за клуби «Санфречче Хіросіма» і «Віссел» (Кобе), а також молодіжну збірну Японії.

## Клубна кар'єра
У дорослому футболі дебютував 2002 року виступами за команду клубу «Санфречче Хіросіма», в якій провів чотири сезони, взявши участь у 58 матчах чемпіонату. 
Своєю грою за цю команду привернув увагу представників тренерського штабу клубу «Віссел» (Кобе), до складу якого приєднався 2006 року. Відіграв за команду з Кобе наступні дев'ять сезонів своєї ігрової кар'єри. Більшість часу, проведеного у складі «Віссела», був основним гравцем атакувальної ланки команди.
2015 року повернувся до рідного міста, ставши гравцем третьолігового місцевого клубу «Фукусіма Юнайтед».

## Виступи за збірну
Протягом 2001–2003 років залучався до складу молодіжної збірної Японії.  У її складі був учасником молодіжного чемпіонату світу 2003 року. На молодіжному рівні зіграв у 5 офіційних матчах.